# Tetjana Lysenko
Tetjana Feliksivna Lysenko (Oekraïens: Тетяна Феліксівна Лисенко) (Cherson, 23 juni 1975) is een voormalig turnster uit de Sovjet-Unie. Ze vertegenwoordigde het Gezamenlijk team op de Olympische Zomerspelen 1992 in Barcelona.
In 2002 kreeg Lysenko een plaats in de 'International Jewish Sports Hall of Fame' en tegenwoordig woont ze in de Verenigde Staten.

## Resultaten

### Olympische Zomerspelen
| Jaar | Plaats    | Resultaten                                              | Vertegenwoordigend land |
| ---- | --------- | ------------------------------------------------------- | ----------------------- |
| 1992 | Barcelona | Team meerkamp · 7e Individuele meerkamp · Sprong · Balk | Gezamenlijk team        |

### Wereldkampioenschappen
| Jaar | Plaats       | Resultaten                                                  | Vertegenwoordigend land |
| ---- | ------------ | ----------------------------------------------------------- | ----------------------- |
| 1991 | Indianapolis | Team meerkamp · 13e Individuele meerkamp · 8e Brug ongelijk | Sovjet-Unie             |
| 1992 | Parijs       | 9e Brug ongelijk · 7e Balk · Vloer                          | Gezamenlijk team        |
| 1993 | Birmingham   | Individuele meerkamp · 7e Brug ongelijk                     | Oekraïne                |
| 1994 | Brisbane     | 18e Individuele meerkamp 4e Sprong                          | Oekraïne                |

### Europese kampioenschappen
| Jaar | Plaats | Resultaten                                                     | Vertegenwoordigend land |
| ---- | ------ | -------------------------------------------------------------- | ----------------------- |
| 1992 | Nantes | 4e Individuele meerkamp · 6e Sprong · Brug ongelijk · 5e Vloer | Oekraïne                |

### Top scores
Hoogst behaalde scores op mondiaal niveau (Olympische Spelen of Wereldkampioenschap finales).
| Onderdeel            | Score  | Wedstrijd                   | Locatie   |
| -------------------- | ------ | --------------------------- | --------- |
| Individuele meerkamp | 39.537 | Olympische Zomerspelen 1992 | Barcelona |
| Sprong               | 9.912  | Olympische Zomerspelen 1992 | Barcelona |
| Brug ongelijk        | 9.775  | Wereldkampioenschappen 1992 | Nantes    |
| Balk                 | 9.975  | Olympische Zomerspelen 1992 | Barcelona |
| Vloer                | 9.887  | Wereldkampioenschappen 1992 | Nantes    |